# Lunca de Sus
Lunca de Sus é uma comuna romena localizada no distrito de Harghita, na região histórica da Transilvânia. A comuna possui uma área de 82.60 km² e sua população era de 3508 habitantes segundo o censo de 2007.